# Ruleta china
Ruleta china (Ruleta rusa en algunas traducciones) es una película escrita y dirigida por el director alemán Rainer Werner Fassbinder. Su título original es Chinesisches Roulette y fue estrenada en 1976.

## Argumento
La película muestra la extraña relación que se establece entre un matrimonio de clase alta alemana, su hija discapacitada y los respectivos amantes de ambos, todo ello ambientado en la casona que la familia posee en un sector rural de Alemania.

## Reparto
- Anna Karina como Irene Cartis.
- Margit Carstensen como Ariane Christ.
- Brigitte Mira como Kast.
- Ulli Lommel como Kolbe.
- Alexander Allerson como Gerhard Christ.
- Volker Spengler como Gabriel Kast.
- Andrea Schober como Angela Christ.
- Macha Méril como Traunitz.